# Tagalog lumawigi
Tagalog lumawigi là một loài bọ cánh cứng trong họ Cerambycidae.